# Eravikulam-Nationalpark
Der Eravikulam-Nationalpark (Malayalam ഇരവികുളം ദേശീയോദ്യാനം) ist ein Nationalpark im südindischen Bundesstaat Kerala.

## Geografie
Der Nationalpark liegt in den Kannan-Devan-Bergen, die zu dem südlichen Westghats zählen, im Taluk Devikulam des Distrikts Idukki in Kerala, etwa 15 Kilometer nördlich der Kleinstadt Munnar. Das Gelände ist hügelig und besteht aus Grasland sowie abschnittsweise tropischem Bergwald, vor allem in den Tälern (sogenannter Shola-Bergwald). Im Süden des Parks liegt der Anamudi, der mit 2695 Metern höchste Berg Indiens südlich des Himalaya. Der Park bildet das größte zusammenhängende noch weitgehend urtümlich erhaltene Gebiet an Grasland-Shola-Bergvegetation in den Westghats. Andere ähnliche Ökosysteme, wie die Nilgiri-Berge, die Anamalai-Berge und Palani-Berge wurden stark durch menschliche Nutzung verändert. Der Eravikulam-Nationalpark grenzt direkt an andere Schutzgebiete, im Osten an das Chinnar-Naturschutzgebiet, den Anamudi-Shola-Nationalpark, den Pampadum-Shola-Nationalpark und das Kurinjimala-Naturschutzgebiet, und im Norden an das Anamalai-Tigerreservat bzw. den Indira-Gandhi-Nationalpark. Diese Gebiete bilden das größte zusammenhängende Naturschutzgebiet in den Westghats.
Es können vier Jahreszeiten unterschieden werden: der Winter von Dezember bis Februar, der Sommer oder Vormonsun von März bis Mai, der Südwest-Monsun von Juni bis August und der Nordost-Monsun von September bis November. Das Klima ist sehr feucht und regenreich. Der Park selbst verfügt über keine meteorologische Messstation, aber aus den Daten der umliegenden Stationen lassen sich Schätzwerte angeben. Der Jahresniederschlag liegt zwischen etwa 2000 mm und bis zu 9000 mm und variiert stark zwischen den Jahren und auch innerhalb des Parks. Der meiste Niederschlag (etwa 60 Prozent des Jahresniederschlags) fällt während der Zeit des Südwestmonsuns und während der Postmonsunzeit oder dem zurückziehenden Monsun im Oktober/November (etwa 30 Prozent des Jahresniederschlags). Die Minimaltemperaturen außerhalb der Wintermonate bewegen sich zwischen 10 und 15 °C und die Maximaltemperaturen zwischen 20 und 24 °C. In den Wintermonaten Dezember bis Februar tritt häufiger Frost auf.

## Geschichte
Zur britischen Kolonialzeit war das Gebiet des späteren Nationalparks ein Jagdreservat für britische Plantagenbesitzer. Im unabhängigen Indien wurde am 31. März 1957 das Eravikulam-Rajamalai-Naturschutzgebiet eingerichtet, das vor allem zum Schutz der einheimischen bedrohten Nilgiri-Tahr (Bergziegen) gedacht war. Am 19. Mai 1978 erhielt das Schutzgebiet den Status eines Nationalparks.

## Fauna und Flora

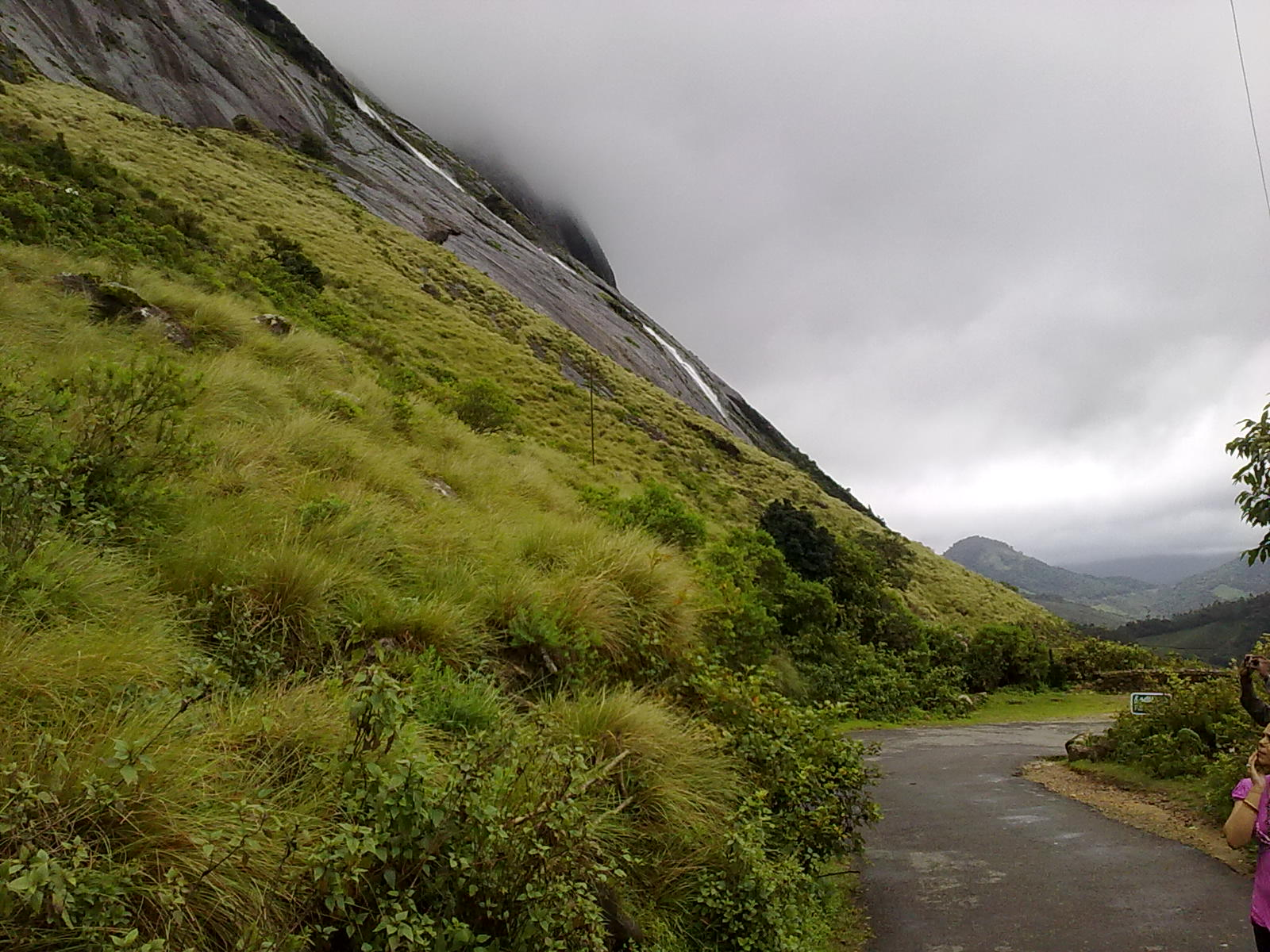

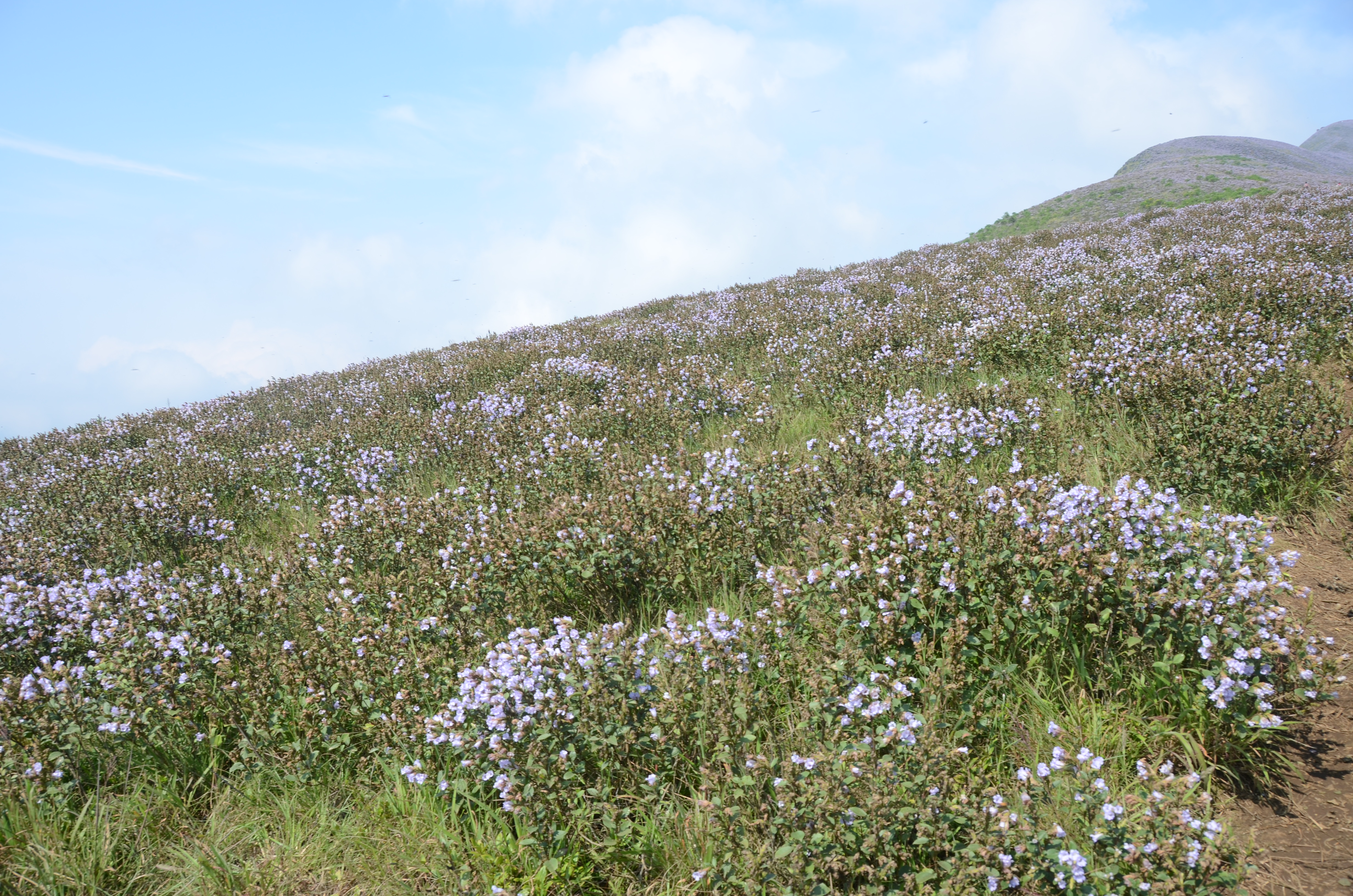
Blühende Kurinji

### Flora
Im Nationalpark finden sich im Wesentlichen drei Arten von Pflanzengesellschaften: Grasland, niedriges Gehölz und Shola-Bergwald. Die oberhalb von 2000 Metern gelegenen Gebiete bestehen aus Grasland, jedoch finden sich auch hier noch kleine Waldflecken. Die tiefer gelegenen Gebiete sind mehr oder weniger dicht bewaldet. Gestrüpp und Gebüsch findet sich vor allem am Fuß von Felsen und verstreut in steinigen Abschnitten. Die Pflanzengesellschaften verteilen sich etwa wie folgt: 60 Prozent Grasland, 25 Prozent Shola-Bergwald, 8,5 Prozent südlicher subtropischer Bergwald und 7,5 Prozent Busch- und Strauchvegetation.

#### Wälder
In den Shola-Bergwäldern finden sich als häufige Baumarten Pithecellobium subcoriaceum, Ixora notoniana, Syzygium arnottianum, Ilex denticulata, Magnolia nilagirica, Elaeocarpus recurvatus, Microtropis ramiflora, Actinodaphne bourdillonii und Symplocos pendula. An den Waldrändern wachsen Rhododendron arboreum var. nilagiricum, Ternstroemia gymnanthera, Ligustrum robustum subsp. perrottetii, Turpinia cochinchinensis, Mahonia leschenaultii, Rhodomyrtus tomentosa, Berberis tinctoria und Vaccinium neilgherrense. An Krautpflanzen und Sträuchern sind im Unterholz Gaultheria fragrantissima, Moonia heterophylla, Jasminum bignoniaceum, Smithia blanda, Valeriana hardwickii und einige wenige Strobilanthes-Arten zu finden. Entlang von Fließgewässern sind Piper schmidtii, Rubia cordifolia, Connarus wightii, Rapanea capillata, Vaccinium leschenaultii, Impatiens tangachee, Sonerila grandiflora, Königsfarn und Eurya japonica anzutreffen.
In den subtropischen Wäldern an den Berghängen kommen an Baumarten Pittosporum tetraspermum, Elaeocarpus munroi, Apollonias arnotti, Symplocos spicata, Gomphandra coriacea, Garcinia gummi-gutta, Litsea coriacea, Prunus ceylanica und Photinia notoniana häufig vor. Typische hier zu findende Sträucher sind Begonia subpeltata, Osbeckia lineolata, Polygala arillata, Strobilanthes homotropa und Maesa perrottetiana.

#### Grasland
Im Grasland wurden 308 Pflanzenarten dokumentiert, von denen 51 endemisch für das Grasland der Westghats sind. Die dominierenden Gräser sind Andropogon lividus, Arundinella vaginata, Digitaria wallichiana, Arundinella mesophylla, Chrysopogon zeylanicus, Sehima nervosum, Eulalia phaeothrix, Arundinella purpurea, Agrostis peninsularis, Ischaemum ciliare, Heteropogon contortus und Tripogon bromoides. Im Grasland häufiger zu findende krautige Pflanzen und Sträucher sind Anaphalis lawii, Anaphalis barnesii, Anaphalis meeboldii, Swertia corymbosa, Polygala japonica, Curculigo orchioides, Micromeria biflora, Bupleurum distichophyllum, Crotalaria fysonii, Crotalaria ovalifolia, Ranunculus reniformis, Hedyotis swertioides, Parnassia mysorensis, Pedicularis zeylanica, Impatiens pandata, Impatiens modesta, Hypericum mysorense, Adlerfarn, Ageratina adenophora und Gaultheria fragrantissima.
Bekannt ist der Park für das Vorkommen von Strobilanthus kunthianum (Malayalam നീലക്കുറിഞ്ഞി, Kurinji, oder Tamil குறிஞ்சிச் செடி, Neelakurinji), einer Pflanze, die nur alle 12 Jahre blüht. Die letzte Blütezeit ereignete sich von August bis Oktober 2018 und zog zahlreiche Touristen an.

### Fauna

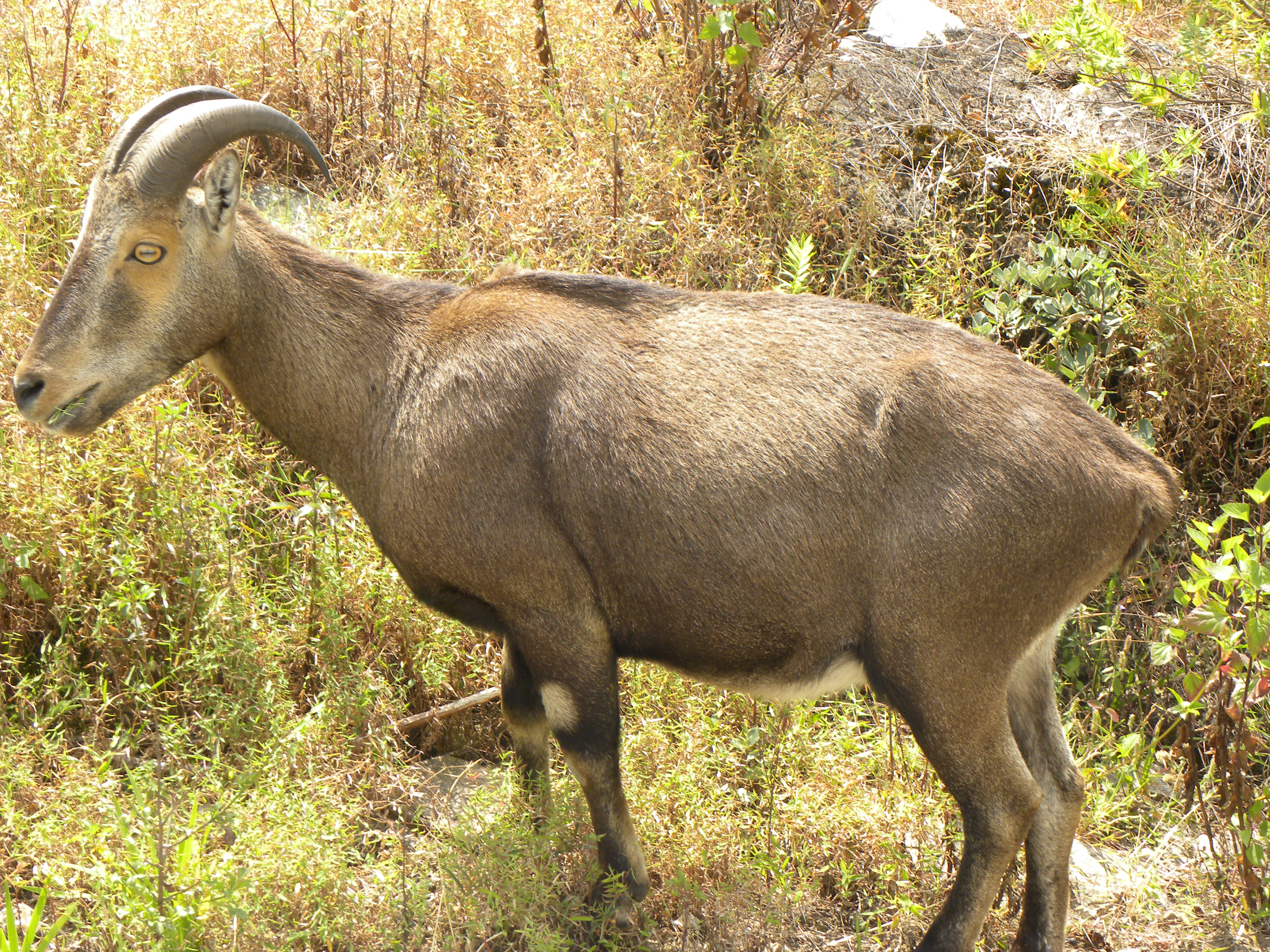
Nilgiri-Tahr

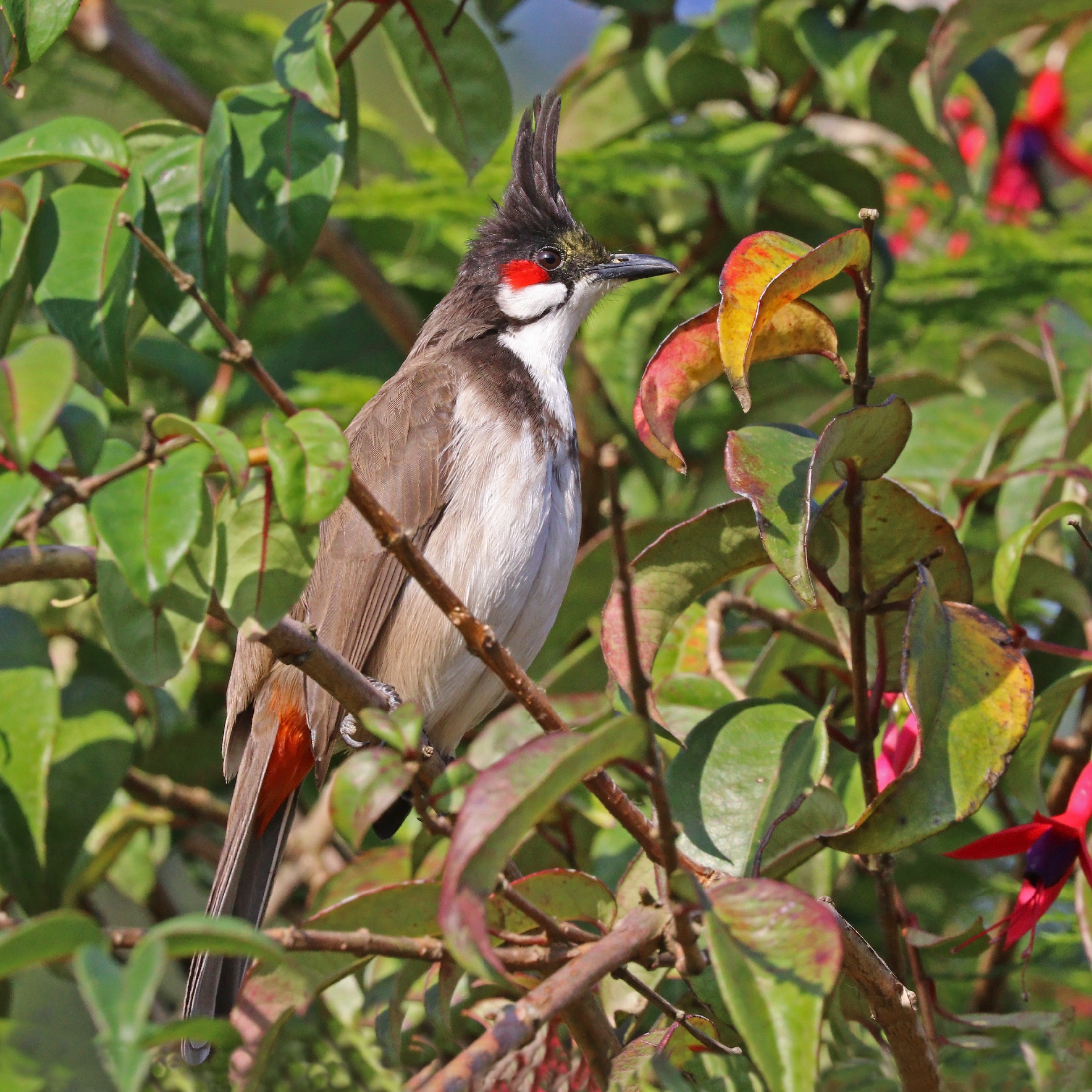
Rotohrbülbül

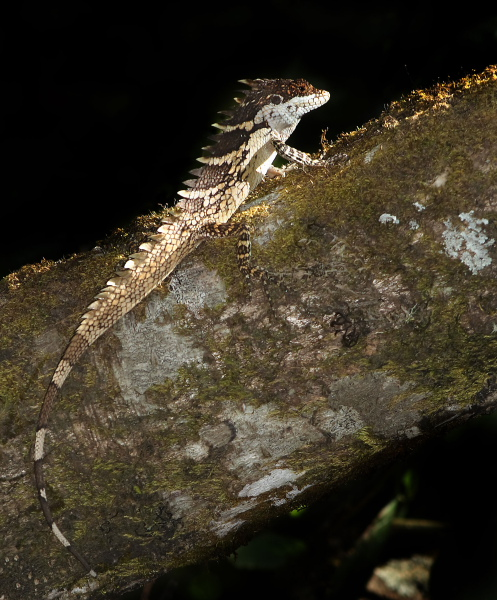
Salea anamallayana, eine in den Westghats endemisch vorkommende Agamen-Art

Im Bereich des Parks wurden 101 Schmetterlingsarten, 133 Arten von Vögeln, 48 Säugetierarten, 21 Amphibien- und 13 Reptilienarten dokumentiert. Von diesen waren 17 Säugetierarten, 11 Vogelarten, 11 Schmetterlingsarten, 17 Amphibienarten und 10 Reptilienarten in den Westghats endemisch.

#### Säugetiere
Zu den Säugetieren zählen verschiedene Affenarten (Indischer Hutaffe, Nilgiri-Langur, Bengalischer Hanuman-Langur, Bartaffe), die Kleine Indische Zibetkatze, Flughunde (Indischer Riesenflughund, Indischer Kurznasenflughund), Fledermäuse (Haarflügelfledermaus, Rotbraune-Indien-Hufeisennase), Goldschakal, Rothund, Lippenbär, Rohrkatze, Bengalkatze, Leopard, Tiger, Elefant, Wildschwein, Sambar, Indischer Muntjak, Indien-Kantschil, Gaur, Südindischer Buntmarder, Fleckenmusang usw. Tiger werden nur selten beobachtet. Leoparden sind in den offenen Grasflächen zu sehen, während Fleckenmusangs und Rohrkatzen in den Shola-Wäldern leben.
Besonders bekannt ist der Nationalpark für das Vorkommen des Nilgiri-Tahr, einer sehr seltenen ziegenartigen Paarhuferart. Etwa die Hälfte der weltweiten Population ist im Eravikulam-Nationalpark zu finden. Die Tiere sind relativ an Besucher gewöhnt und können leicht beobachtet werden.

#### Vögel
Die 133 Vogelarten gehören 28 Familien an. Dazu gehören Fasanenartige, Spechte, Bienenfresser, Spornkuckucke, Segler, Tauben, Habichtartige (Rotbauchadler, Hinduweih, Malaienadler, Schopfwespenbussard, Gleitaar, Schlangenadler, Haubenschlangenadler, Steppenweihe u. a.), Falken, Feenvögel, Rabenvögel, Fliegenschnäpper, Grasmückenartige, Nektarvögel, u. a. m.

#### Reptilien und Amphibien
Die 13 Reptilienarten umfassen acht Schlangenarten (Uropeltis pulneyensis, Uropeltis maculata, Teretrurus sanguineus, Amphiesma stolata, Günthers Peitschennatter, Xylophis perroteti, Craspedocephalus macrolepis, Craspedocephalus malabaricus)
und fünf andere Reptilienarten (Dravidogecko anamallensis, Salea anamallayana, Kaestlea travancorica, Eutropis carinata, Ristella travancorica).
Die 21 Amphibienarten gehören fünf Familien an: Kröten, Echte Frösche, Ranixalidae, Tanzfrösche und Ruderfrösche.

## Tourismus
Der Nationalpark ist ein bedeutendes Touristenziel. Die nächstgelegenen Flughäfen befinden sich in Kochi (Kerala, 148 km entfernt) und Coimbatore (Tamil Nadu, 175 km entfernt). Die nächstgelegenen Bahnhöfe sind in Aluva (Kerala, 120 km) und Coimbatore. Die nächste Stadt ist das 13 km entfernte Munnar, das gut an das Straßennetz angebunden ist. Der Nationalpark ist von Februar bis März geschlossen.
Die Zahl der Touristen betrug in den 1980er Jahren noch wenige Tausend und stieg auf ein Maximum von etwa 450.000 im Jahr 2006. Dadurch kam es zu Verkehrsproblemen, wie ausgedehnten Staus auf den Zufahrtsstraßen etc. Durch einen Tourismus-Managementplan mit Verkehrsleitung und organisierten Bustransporten wurden diese Probleme gelöst.